# Bảo tàng Pieniny Józef Szalay ở Szlachtowa
Bảo tàng Pieniny Józef Szalay ở Szlachtowa (tiếng Ba Lan: Muzeum Pienińskie im. Józefa Szalaya w Szlachtowej) là một bảo tàng tọa lạc tại số 37 Phố Łemkowska, làng Szlachtowa, xã Szczawnica, huyện Nowotarski, tỉnh Małopolskie, Ba Lan. Bảo tàng là một chi nhánh của Bảo tàng Huyện ở Nowy Sącz.

## Lược sử hình thành

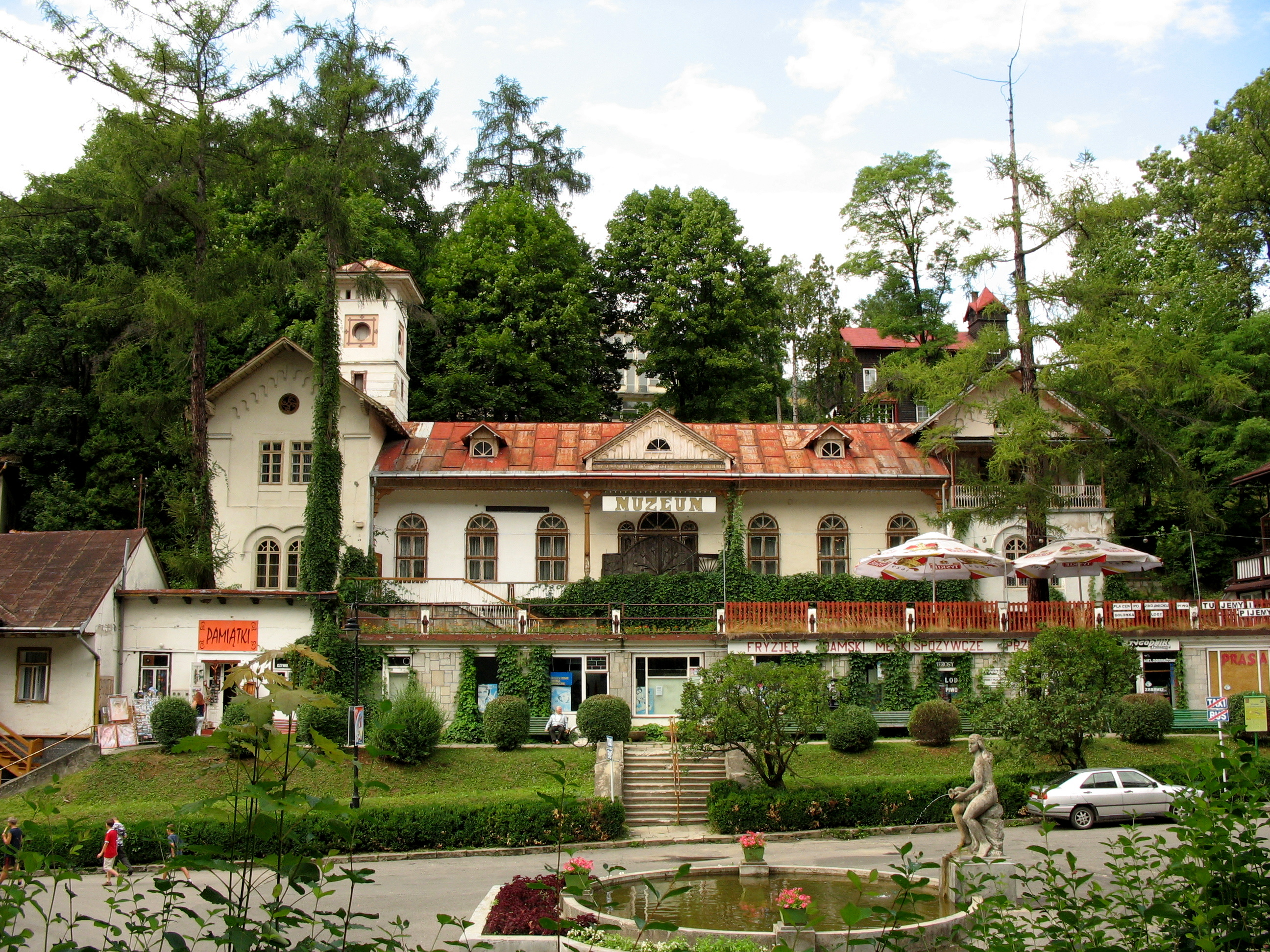
Biệt thự "Cung điện" ở Szczawnica - trụ sở của Bảo tàng trong các năm 1972-2012

Bảo tàng Pieniny Józef Szalay ở Szlachtowa chính thức được khánh thành vào năm 1959. Ban đầu, trụ sở của Bảo tàng là tòa nhà Dworek Gościnny ở Szczawnica. Thật không may, sau 3 năm tồn tại, tòa nhà này bị hỏa hoạn thiêu rụi. Các bộ sưu tập của Bảo tàng được cứu và chuyển đến biệt thự "Cung điện". Bảo tàng mở cửa đón công chúng trở lại vào năm 1972. Bảo tàng hoạt động tại địa điểm này đến năm 2012. Từ năm 2012 đến năm 2014, các bộ sưu tập của Bảo tàng được chuyển đến trụ sở mới ở 37 Phố Łemkowska. Triển lãm đầu tiên ở trụ sở mới diễn ra vào ngày 23 tháng 8 năm 2014.

## Triển lãm
Bộ sưu tập của Bảo tàng Pieniny Józef Szalay ở Szlachtowa hiện đang bao gồm các triển lãm liên quan đến lịch sử của Szczawnica và cuộc sống của cư dân vùng cao Pieniny trong nửa đầu thế kỷ 20. Ngoài ra, Bảo tàng còn có các cuộc triển lãm dân tộc học và các bộ sưu tập tiểu sử gồm các hiện vật và kỷ vật liên quan đến Józef Szalay và Jan Wiktor.

## Giờ mở cửa
Bảo tàng Pieniny Józef Szalay ở Szlachtowa hoạt động quanh năm, mở cửa tất cả các ngày trong tuần trừ thứ Hai. Khách tham quan phải trả phí vào cửa.